# Hazel Irvine
Hazel Jane Irvine MBE (* 26. Mai 1965 in St Andrews) ist eine britische Sportmoderatorin der BBC.
Die gebürtige Schottin studierte Kunstgeschichte an der University of St Andrews, bevor sie ihre Karriere als Journalistin bei Radio Clyde in Glasgow startete. Dort wurde sie zum ersten Mal als Sportmoderatorin eingesetzt. 1988 präsentierte sie zusammen mit Dickie Davies die Olympischen Sommerspiele auf ITV, bevor sie 1990 als Sportmoderatorin zur BBC wechselte. 1993 wurde sie mit 32 Jahren jüngste Hauptmoderatorin des samstäglichen Sportsmagazins Grandstand, in den folgenden Jahren übernahm sie unter anderem die Moderation des Ski Sunday und weiterer Olympischer Spiele. Als Nachfolgerin von David Vine übernahm Irvine ab 2001 auch zahllose BBC-Snooker-Übetragungen. 2023 kommentierte der Guardian, dass Irvine nach über 20 Jahren „synonym“ sei mit der TV-Übertragung der Snookerweltmeisterschaft. 2024 wurde sie „für ihre Verdienste um Sport und Wohltätigkeit“ zum Member des Order of the British Empire ernannt (MBE).